# راهنمای میدانی مک‌میلان برای شناسایی پرندگان
راهنمای میدانی مک‌میلان برای شناسایی پرندگان دو راهنماهای میدانی پرندگان کوچک هستند. جلد اول، راهنمای میدانی مک‌میلان برای شناسایی پرندگان که توسط آلان هریس و لورل تاکر صورت گرفته و متن آن توسط کیت وینکومب نوشته است، در ابتدا در سال ۱۹۸۹ منتشر شد، پرندگان بریتانیایی را پوشش داد. جلد دوم، راهنمای پرندگان مکمیلان برای پرندگان اروپایی و خاورمیانه، با تصویر آلن هریس، با متن هادورم شیریهای و دیوید کریستی پرندگان قاره اروپا و خاورمیانه را پوشش می‌دهد و در سال ۱۹۹۶ منتشر شد.
این راهنماها قالبی نامعمول را اتخاذ می‌کنند، به این صورت که همه گونه‌ها در منطقه جغرافیایی تحت پوشش گنجانده نمی‌شوند. در عوض تنها گروه‌هایی از گونه‌هایی که نویسندگان شناسایی آن‌ها را دشوار می‌دانستند، پوشش داده می‌شوند. به هر یک از این گروه‌ها فصلی داده می‌شود که در آن شناسایی به‌جای شکل اختصاری که معمولاً در راهنمای میدانی استفاده می‌شود، به صورت گفتمانی پوشش داده می‌شود. انتشار جلد اول (دربرگیرنده بریتانیا و ایرلند) نخستین بار بود که این رویکرد در راهنمای اروپایی مورد استفاده قرار گرفت.
جلد اول به‌طور گسترده‌ای به عنوان تأثیر عمده‌ای در بهبود مهارت‌های شناسایی پرنده‌ها در بریتانیا در طول دهه ۱۹۹۰ اعتبار دارد.